# Dolmen von Goërem
Der Dolmen von Goërem ist ein Dolmen auf einer Halbinsel südlich von Port-Louis und dem Petite mer de Gâvres im Département Morbihan in der Bretagne in Frankreich. Er befindet sich in der Rue du tumulus der Gemeinde Gâvres im Westen der langgestreckten „presqu’île de Gâvres“ (Halbinsel). Dolmen ist in Frankreich der Oberbegriff für Megalithanlagen aller Art (siehe: Französische Nomenklatur).
Der Dolmen ist einer von nur sieben in der Bretagne bekannten Knickdolmen, die alle auf etwa 100 km Länge zwischen den Mündungen der Loire (bei Saint-Nazaire) und der Blavet (bei Lorient) liegen und etwa um 3000 v. Chr. entstanden sind.
Der 1963 entdeckte Ellenbogen- oder Knickdolmen (französisch Dolmen à coudé) hat noch seinen Steinhügel von etwa 20 m × 10 m und bis zu drei Metern Höhe. Die Anlage hat zwei im Querschnitt quadratische Gangelemente und ist  mit etwa neun Meter vor dem Knick und dahinter 17 m außergewöhnlich lang. Sie wird im längeren Bereich durch seitliche Pfosten in vier Abteile getrennt. Motive, wie sie von Les Pierres-Plates bekannt sind, zieren den hinteren Gang, der durch Radiokohlenstoffdatierung auf etwa 2480 Jahre v. Chr. datierten Anlage.
Bereits 1888 wurde ein elegantes keilförmig poliertes Steinbeil aus Serpentin einem dunkelgrünen, harten, schwarz getüpfeltem Stein gefunden. Ein ausgegangener Dolmen stand auf der Île aux Souris (Mäuseinsel), die bis 1924 als Steinbruch betrieben wurde.